# M/S Kapella

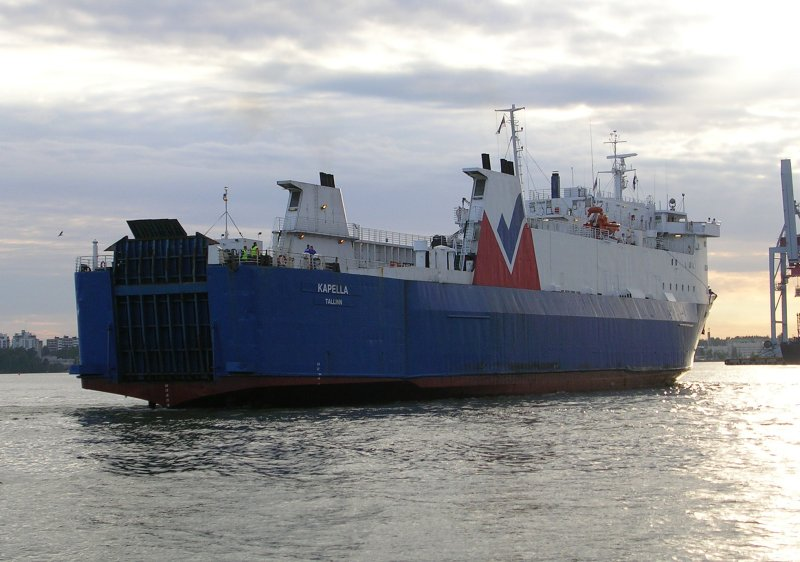
Kapella i Helsingfors

M/S Kapella, sjösatt som M/S Cord Adler 1974 för Larvik-Fredrikshamnslinjen och byggd av Kristiansands Mekaniske Verksted i Kristiansand, är ett lastfartyg som trafikerat flera linjer runt Brittiska öarna och på Östersjön. Fartyget utchartrades vid leverans först till Norfolk Lines under namnet M/S Duke of Yorkshire och har därefter burit namnen, M/S Marine Evanigeline och M/S Spirit of Bologne innan hon 1998 såldes till Tallink och fick namnet M/S Kapella.
I Tallinks trafik användes hon redan från 1997, inchartrad, på linjen Kapellskär - Paldiski och trafikerade därutöver linjerna Kapellskär-Åbo och Tallinn-Helsingfors innan hon såldes i augusti 2012.

## Tekniska data
- Längd: 110,14 m.
- Fart: 14,5 Knop.
- Maskin: Fyra 16-cyl, Normo dieslar.
- Effekt: 7609 kW
- Passagerare: 50
- Hyttplatser: 50
- Lastmeter: 290
- IMO: 7369118
- Tonnage: 7564 GT
- Varvsnummer: 221